# Майк Теті
Майк Теті (англ. Mike Teti, 20 вересня 1956) — американський академічний веслувальник.
Бронзовий призер Олімпійських Ігор 1988 року в складі вісімки, учасник 1992 року.
Чемпіон світу 1987 року в складі вісімки, бронзовий призер 1985 року в складі вісімки.